# Huangbaiyu
Le village de Huángbǎiyù (chinois simplifié : 黃柏峪村 ; pinyin : Huángbǎiyù Cūn, signifiant « village de la vallée des cèdres/cyprès jaunes ») est un écovillage de la province du Liaoning.
Le projet a été initié conjointement par William McDonough and Partners et l'Université de Tongji à Shanghai.
L'une de ses maisons comporte des panneaux photovoltaïques, et un générateur de biogaz à base de compost alimente la ville en électricité.